# Günther Panzram
Günther Panzram (* 23. Dezember 1923 in Artern; † 30. Oktober 2014 in Erfurt) war ein deutscher Internist und Diabetologe. Er war von 1965 bis 1989 Direktor der Medizinischen Poliklinik der Medizinischen Akademie Erfurt.

## Leben und Wirken
Panzram wurde als Sohn eines Gymnasiallehrers in Artern geboren und wuchs in Erfurt auf. Er studierte von 1942 bis 1944 in Berlin und Würzburg Medizin, unterbrochen von Wehrdienst. 1945 geriet er in Italien in US-amerikanische Kriegsgefangenschaft und arbeitete zwei Jahre in einem amerikanischen Lazarett in Pisa. 1948 konnte er sein Studium in Jena fortsetzen. 1950 legte er das Staatsexamen ab und wurde promoviert. Im gleichen Jahr wechselte er mit Professor August Sundermann an die Städtischen Krankenanstalten Erfurt, wo er seine Ausbildung zum Internisten absolvierte. 1960 habilitierte er sich an der inzwischen entstandenen Medizinischen Akademie Erfurt. Er spezialisierte sich auf Diabetologie, erhielt 1965 eine Professur und wurde im gleichen Jahr Direktor der neu geschaffenen Medizinischen Poliklinik der MAE. Anfang der 1970er Jahre wurde Panzram zum „Beratenden Diabetologen des Bezirksarztes“ berufen. 1989 wurde er emeritiert.
Panzram war wesentlicher Mitgestalter der erst 1954 gegründeten Medizinischen Akademie Erfurt und der „Sundermannschen Schule“ für Internisten in Erfurt. Die von Panzram geleitete Medizinische Poliklinik verfügte auch über Bettenstationen. Aus Panzrams Einrichtung erfolgten 13 Habilitationen (Promotion B), 48 Promotionen (Promotion A), und zahlreiche zur DDR-Zeit verbindliche Diplomarbeiten wurden betreut. Drei Professoren und eine Reihe von Chefärzten gingen aus der Klinik hervor. Schwerpunkt der klinischen und wissenschaftlichen Tätigkeit von Panzram war die Diabetologie. Er schuf ein Netz von Diabetiker-Beratungsstellen im Bezirk Erfurt, forschte auf dem Gebiet der Epidemiologie des Diabetes mellitus (mit Quer- und Longitudinalstudien) und war Mitte der 1960er Jahre der Entdecker der Mikroalbuminurie als Frühzeichen einer beginnenden diabetischen Nephropathie. Panzram verfasste 170 wissenschaftliche Publikationen und hielt über 300 Vorträge.
Panzram war mit seiner Frau Gertrud verheiratet. Aus der Ehe gingen zwei Töchter hervor, die beide Ärztinnen wurden.
Panzram verstarb 2014 im 91. Lebensjahr.

## Ehrungen
- Mitglied der Nationalen Akademie der Wissenschaften Leopoldina (seit 1976)
- Ehrenmitglied der Gesellschaft für Innere Medizin Thüringens
- Hellmut-Mehnert-Preis der Deutschen Diabetes Union im Jahre 2000
- Paul-Langerhans-Medaille der Deutschen Diabetes Gesellschaft
- Verdienstorden des Freistaats Thüringen (2014)
- Ehrensenator der Medizinischen Akademie Erfurt
- Träger des Ordens Banner der Arbeit